# شهرستان موهاوی (آریزونا)
شهرستان موهاوی یکی از شهرستان‌های ایالت آریزونا است که بر طبق آمارهای سال ۲۰۱۰ جمعیتی معادل ۲۰۰.۱۸۶ نفری دارد. مساحت این شهرستان نیز ۱۳.۴۶۹.۷۱ نفر است.

## پیوند
- وب‌گاه رسمی